# Anaspis rufa
Anaspis rufa là một loài bọ cánh cứng trong họ Scraptiidae. Loài này được Say miêu tả khoa học năm 1826.